# Etlatongo
Etlatongo è un sito archeologico situato nello Stato di Oaxaca in Messico.
Etlatongo cominciò a vedere una crescita nel numero degli abitanti a partire dal 1150 che rimase costante per 300 anni. Fu in questo periodo che gli abitanti iniziarono a commerciare beni di fattura zapoteca e olmeca, principalmente ossidiana, figure in ceramica, e altri manufatti.
Lo studio dei manufatti ritrovati conferma che Etlatongo faceva parte di una rete commerciale importante nella zona.
La città continuò a prosperare fino al periodo post-classico.